# The Hudsucker Proxy
The Hudsucker Proxy (titulada El gran salto en España, Argentina, Uruguay; y  El apoderado de Hudsucker en México) es una película cómica estadounidense de 1994 coescrita, producida y dirigida por los hermanos Coen. Sam Raimi coescribió el guion y realizó tareas como director de segunda unidad. El filme es protagonizado por Tim Robbins como un inocente graduado en negocios al que colocan como presidente de una compañía de fabricación, Jennifer Jason Leigh como una periodista y Paul Newman como un director de la compañía que contrata al joven como parte de un fraude de capital accionario.
El guion se completó en 1985 pero la producción no comenzó hasta 1991, cuando Joel Silver obtuvo el guion para Silver Pictures. Warner Bros. se puso de acuerdo para distribuir la cinta con financiación adicional de PolyGram Filmed Entertainment y Working Title Films. La filmación se llevó a cabo en los Carolco Studios de Wilmington, Carolina del Norte, entre noviembre de 1992 y marzo de 1993. El modelo a escala de la ciudad de Nueva York fue diseñado por Micheal J. McAlister y Mark Stetson, con efectos creados por la The Computer Film Company. Durante su estreno en marzo de 1994, The Hudsucker Proxy recibió críticas variadas y fue un fracaso en la taquilla.

## Argumento
En 1958, Norville Barnes (Tim Robbins), un graduado de la universidad de negocios de Muncie, Indiana, llega a la ciudad de Nueva York en busca de un trabajo. Debido a su falta de experiencia lo primero que logra encontrar es un empleo en la oficina de clasificación de la correspondencia en Hudsucker Industries. Mientras tanto, el fundador y presidente de la compañía, Waring Hudsucker (Charles Durning), se suicida inesperadamente durante una reunión de negocios saltando por la ventana del último piso. Más tarde, Sidney J. Mussburger (Paul Newman), un implacable miembro de la junta directiva, descubre que las acciones serán pronto vendidas al público y organiza un plan para comprar las acciones de la compañía bajando temporalmente el precio de estas al contratar un presidente incompetente para reemplazar a Hudsucker.
En la sala de juntas, se le asigna a Norville la tarea de entregar una «carta azul», un comunicado ultrasecreto de Hudsucker, mandado poco antes de su muerte, a Mussburger. Sin embargo, Norville aprovecha la oportunidad para proponer un invento en el que ha estado trabajando, el cual termina siendo un simple dibujo de un círculo. Creyendo que Norville es un idiota, Mussburger lo elige como apoderado de la compañía Hudsucker. Al otro lado de la ciudad, a Amy Archer (Jennifer Jason Leigh), una chillona periodista ganadora del Premio Pulitzer del Manhattan Argus, se le asigna la tarea de escribir un artículo sobre Norville y descubre qué tipo de hombre es en realidad. Consigue un trabajo en Hudsucker Industries como su secretaria personal, haciéndose pasar por otra graduada desesperada de Muncie. Una noche, Amy investiga el edificio en busca de pistas y se encuentra con Moses, el hombre que maneja el gran reloj de la torre y sabe «casi cualquier cosa referida a Hudsucker». Moses le cuenta sobre el plan de Mussburger y Amy le cuenta esa historia a su jefe (John Mahoney), pero éste no cree ni una palabra.
Los otros ejecutivos aceptan el invento del hula hoop de Norville esperando que haga decaer las acciones de la compañía. Sin embargo, el hula hoop le trae a la compañía mayor éxito que nunca antes. Norville permite que el éxito lo controle y se vuelve otro magnate insensible. Amy, que se había enamorado de su encanto inocente, se enfurece con la nueva actitud de Norville y lo abandona. Buzz, el entusiasta ascensorista, propone un nuevo invento: la pajilla. Norville descarta la idea y despide a Buzz. Mientras tanto, Aloysius (Harry Bugin), el portero de Hudsucker, descubre la verdadera identidad de Amy e informa a Mussburger. Mussburger le revela la verdadera identidad de Amy a Norville y le dice que será despedido como presidente después de año nuevo. También convence a la directiva que Norville está demente y debe ser enviado a un hospital psiquiátrico.
En la víspera de Año Nuevo, Amy encuentra a Norville borracho en un bar beatnik. Se disculpa, pero éste se enfurece y es perseguido por una multitud enfurecida liderada por Buzz, a quien Mussburger había convencido de que Norville le había robado la idea del hula hoop. Norville escapa hacia el último piso del rascacielos Hudsucker y se viste con su uniforme de la oficina de correspondencia. Trepa por una de las ventanas, se resbala y cae justo antes de la medianoche. De repente, Moses detiene el reloj y el tiempo se detiene. Waring Hudsucker aparece como un ángel y le dice a Norville que la «carta azul» que supuestamente tenía que entregarle a Mussburger contenía un documento legal indicando que las acciones de Hudsucker irían a su más inmediato sucesor, quien ahora es Norville. Norville y Amy se reconcilian. Ya en 1959, es Mussburger quien es enviado al hospital psiquiátrico mientras que Norville desarrolla un nuevo invento «para niños», un enigmático círculo en una hoja de papel doblada que acabará siendo un frisbee.

## Reparto
- Tim Robbins como Norville Barnes
- Jennifer Jason Leigh como Amy Archer
- Paul Newman como Sidney J. Mussburger
- Charles Durning como Waring Hudsucker
- John Mahoney como redactor jefe del Argus
- Jim True-Frost como Buzz, el operador del ascensor.
- Bill Cobbs como Moses, el Hombre del Reloj.
- Bruce Campbell como Smitty, periodista del Argus.
- Harry Bugin como Aloysius, el portero.
- Patrick Cranshaw como el viejo clasificador
- John Seitz como Bennie el taxista
- Joe Grifasi como Lou el taxista
- Christopher Darga como Guía de la oficina de correo
- Thom Noble como Thorstenson Finlandson
- Peter Gallagher como Vic Tenetta, el cantante.
- Anna Nicole Smith como Za-Za
- Steve Buscemi como Barman del Beatnik
- John Goodman como Karl Mundt, anunciante del noticiero.
- Sam Raimi como Brainstormer de Hudsucker
- Jon Polito como Mr. Bumstead
- Mike Starr como Periodista de sala de prensa

## Desarrollo

### Escritura
Los hermanos Coen conocieron a Sam Raimi mientras Joel Coen trabajaba como asistente de montaje en The Evil Dead (1981) de Raimi. Empezaron a escribir juntos el guion de The Hudsucker Proxy en 1981 y continuaron durante la filmación de Crimewave (1985) y postproducción de Blood Simple (1985), cuando Joel e Ethan compartían una vivienda con Raimi. Los Coen y Raimi fueron influidos por cintas de Preston Sturges como Christmas in July (1940) y la sátira de Hollywood Los viajes de Sullivan (1941). El tono sentimental y los hombres comunes como héroes se inspiraron en filmes de Frank Capra, como El secreto de vivir (1936), Meet John Doe (1941) y It's a Wonderful Life (1946). Los diálogos son un homenaje a His Girl Friday (1940) de Howard Hawks, mientras que la actuación de Jennifer Jason Leigh como la charlatana periodista Amy Archer es reminiscencia de Rosalind Russell y Katharine Hepburn, tanto en la apariencia física como en los gestos. También se encontraron referencias a otras películas como Executive Suite (1954) y Sweet Smell of Success (1957). Los Coen no tuvieron la intención de hacer comentarios o parodiar tales filmes, en su lugar, Ethan dijo: «Es el caso en donde, habiendo visto esas películas, decimos: "Son muy divertidas, hagamos una"; en vez de: "Son muy divertidas, opinemos sobre ellas"». Raimi describió el guion como «una comedia del mundo de los negocios. Es un regreso a las grandes comedias de amor que solían hacerse en los años cuarenta y principios de los cincuenta». Los Coen comenzaron a pasar tiempo en su apartamento, turnándose para usar la máquina de escribir, y cuando en cierto punto se atrancaron, Raimi hizo todo lo posible para que los hermanos continuaran. Por ejemplo, mientras Ethan merodeaba ansiosamente en el apartamento, Raimi cambiaba de lugar objetos para desconcertarlo, incluso afirmó haberles tirado pirotecnia.
Un crítico de cine describió las numerosas influencias: «Desde su poco feliz nombre hasta su torpeza física, Norville Barnes es un héroe de Preston Sturges atrapado en una historia de Frank Capra, y esos dos nunca deben encontrarse, especialmente en un mundo que parece haber sido creado por Fritz Lang — la monstruosidad mecánica de la oficina de la correspondencia en contraste con el gigantismo Bauhaus de las oficinas corporativas combina perfectamente con la división jefe-empleado en Metrópolis (1927)». Un entrevistador sugirió que los personajes representan el capitalismo opuesto a la economía laboral. Joel Coen contestó: «Quizás los personajes sí personifican esas grandes temáticas que mencionaste, pero esa pregunta es independiente a si estamos interesados en eso o no, y no lo estamos». The Hudsucker Proxy presenta varios tópicos narrativos pertenecientes a la rueda de la Fortuna y motivos visuales con respecto a la forma de los círculos. Esto incluye el monólogo de Moses al inicio, el reloj de Hudsucker, el reloj pulsera de Mussburger, la invención del hula hoop y el frisbee, y la conversación entre Norville y Amy acerca del karma.
La primera imagen que los Coen y Raimi visualizaron fue la de Norville Barnes a punto de saltar desde la ventana de un rascacielos y tuvieron que idear cómo llegó hasta ahí y cómo salvarlo. La inclusión del hula hoop llegó como resultado de un recurso argumental. Joel recordó: «Se nos tenía que ocurrir algo que Norville iba a inventar que a primera vista resultase ridículo. Algo que pareciese, por sentido común, destinado al fracaso, pero que por otro lado el espectador ya supiese que iba a ser un éxito fenomenal». Ethan dijo: «Toda la idea del círculo fue construida dentro del diseño de la película, y eso lo hizo parecer más apropiado». Y Joel agregó: «Lo que salió de ahí fue el elemento de diseño que conduce la película. La tensión entre las líneas verticales y los círculos; tienes los altos edificios, luego los círculos por todos lados que hacen eco en la trama... en la estructura misma de la película. Empieza con el final y va en círculos hacia el principio mediante un gran flashback». Los Coen y Raimi tardaron tres meses en escribir el guion. Ya en el año 1985, se citó a los Coen diciendo que su siguiente proyecto «tiene lugar a final de los años cincuenta en un rascacielos y es acerca de grandes negocios. Los personajes hablan rápido y visten atuendos elegantes».
A pesar de haber terminado el guion en 1985, Joel explicó: «No pudimos hacer The Hudsucker Proxy en ese entonces porque todavía no eramos muy populares. Además, el guion era muy caro y recién acabábamos de hacer Blood Simple, que era una película independiente». Después de finalizar Barton Fink (1991), los Coen esperaban hacer una película más mainstream. The Hudsucker Proxy fue reflotada y los Coen y Raimi realizaron algunos pequeños cambios en la escritura. El productor Joel Silver, un seguidor de las películas previas de los Coen, adquirió el guion para su compañía productora, Silver Pictures, y atrajo la financiación de Warner Bros. Pictures. Silver además le permitió a los Coen tener un completo control artístico.

### Producción
Esta fue la primera vez que los hermanos Coen seleccionaron grandes estrellas del momento para actuar en una de sus películas. La primera opción de Joel Silver para el papel de Norville Barnes era Tom Cruise, pero los Coen insistieron con Tim Robbins. Antes de que Jennifer Jason Leigh se quedara con el papel de Amy Archer, Winona Ryder y Bridget Fonda compitieron por el rol. Leigh había audicionado anteriormente para Miller's Crossing y Barton Fink, ambas cintas de los Coen. Sus audiciones fallidas provocaron que los Coen la eligieran para The Hudsucker Proxy. Para prepararse para el personaje, Leigh leyó biografías de algunas de las más importantes mujeres de los años treinta y cuarenta, entre ellas Rosalind Russell, Katharine Hepburn y Jean Arthur. Cuando buscaban el actor para encarnar a Sidney Mussburger «Warner Bros. sugirió todo tipo de nombres», recordó Joel. «Muchos de ellos eran comediantes que claramente no encajaban. Mussburger es el tipo malo y Paul Newman le dio vida a ese personaje». Sin embargo, los Coen le ofrecieron el papel primero a Clint Eastwood, pero se vio obligado a rechazarlo debido a conflictos con su agenda.
Una vez que Newman y Robbins firmaron el contrato, PolyGram Filmed Entertainment y Working Title Films se pusieron de acuerdo para financiar la película en conjunto con Warner Bros. y Silver Pictures. El filme fue filmado en cinco estudios de sonido en los Carolco Studios de Wilmington, Carolina del Norte, a partir del 30 de noviembre de 1992. Raimi cumplió funciones de director de segunda unidad; rodó la secuencia del hula hoop y el suicidio de Waring Hudsucker. El diseñador de producción Dennis Gassner fue influenciado por la arquitectura fascista, en particular el trabajo de Albert Speer, como también la cinta Brazil (1985) de Terry Gilliam, Frank Lloyd Wright y el movimiento art déco. Gassner consideró usar cinco grandes habitaciones para alojar los estudios. «Queríamos que las cosas fuesen grandes», dijo. La gran mesa inspirada en los años 1950 en la sala de juntas era tan larga que tuvo que ser construida en cinco secciones y luego ensamblada en el estudio. La intención del tamaño de los estudios era generar una sensación opresiva. La fotografía principal finalizó el 18 de marzo de 1993.

### Efectos visuales
El supervisor de efectos visuales fue Michael J. McAlister y el supervisor de miniaturas Mark Stetson. Peter Chesney, diseñador de efectos mecánicos en varias producciones de los hermanos Coen, creó un par de alas de ángel de 16 pies —4,8 metros aproximadamente— para el actor Charles Durning, quien interpretó a Waring Hudsucker. «Hice un complicado inducido con un montón de motores eléctricos para calibrar todo así podía doblarlas y batirlas. Luego las cubrimos con plumas reales de pato y pavo», dijo Chesney.«La armamos de acuerdo a fotografías de una paloma aterrizando en cámara lenta». Los edificios de fondo —diseñados por McAlister y Stetson— fueron modelos a escala 1/24, filmados por separado y unidos en la postproducción. Para extender la secuencia, el modelo del edificio Hudsucker era equivalente a 90 pisos en vez de 45.
Pese a estar ambientada en la ciudad de Nueva York, otros rascacielos de Chicago, Illinois, sirvieron de inspiración para la secuencia de apertura del horizonte, como el Merchandise Mart y el Aon Center. Entre los rascacielos de Nueva York se incluyeron el Chanin Building, el edificio Fred F. French y 1 Wall Street de Manhattan. «Tomamos todos nuestros edificios favoritos de Nueva York de donde estaban en realidad y los ordenamos en nuestro barrio», dijo Dennis Gassner, «una visión de fantasía que aporta a la atmósfera». Antes que nada, se tuvo que crear un modelo basado en la Nueva York de fantasía de los años 1950 para las tomas de apertura. Se creó entonces una ciudad en miniatura, debido a que, según mencionó McAlister, los Coen no querían una reproducción realista de la silueta de Nueva York en los años 1950, en su lugar, querían una versión de ella más estilizada. Gassner usó el libro New York in The Forties como referencia para crear la apariencia del paisaje urbano. A 27 miembros del equipo les llevó tres meses crear la ciudad en miniatura en una escala de 24/1. Para hacer el edificio Hudsucker, utilizaron una escena de 6/1 para tomas más cercanas, incluyendo el largo zoom a Norville al comienzo. Para crear esa escena, se comenzó con una toma de ángulo de visión amplio, moviéndose hacia Tim Robbins, quien estaba en un escenario de escala real, insertado dentro de la toma del modelo del reloj. Combinar imágenes reales con elementos pintados o miniaturas no era nada nuevo, sin embargo, en el caso del zoom a Robbins desde tal distancia, mantener el escenario a escala real junto al edificio a escala «era de vanguardia y la única manera de hacerlo fue con computadoras», comentó McAlister. La mayoría de los edificios fueron construidos solamente de dos lados, debido a que solo iban a ser vistos de frente y de costado, y algunos solo necesitaron un lado ya que iban a ser vistos de frente únicamente, mientras que el edificio Hudsucker fue hecho completamente en tres dimensiones. El trabajo de The Computer Film Company —supervisado por Janek Sirrs— incluyó manipulación de la toma del zoom a Norville al principio, como también nieve generada por computadora y partes de las secuencias de las caídas.
Para crear las dos caídas, el escenario de Nueva York en miniatura fue colgado de costado para permitir total movimiento a lo largo de las alturas de los edificios. McAlister calculó que una caída tal duraría siete segundos, pero con motivos dramáticos fue extendida a alrededor de treinta. Surgieron algunos problemas cuando los Coen y el director de fotografía Roger Deakins decidieron que esas tomas serían más efectivas con lentes gran angular. «Los edificios habían sido diseñados para lentes de 18 mm, pero cuando probamos un lente de 14 mm, y luego uno de 10 mm, nos gustaron más y más las tomas». Sin embargo, la visión más ancha significó que los bordes del marco iban más allá de los límites de la maqueta de la ciudad, dejando espacios vacíos sin edificios. Finalmente, se crearon más edificios poniendo uno al lado del otro los de un solo lado y ubicandolos en los costados. La caída de Charles Durning fue filmada de forma convencional, pero como Tim Robbins tenía que detenerse abruptamente frente a la cámara, la suya fue rodada en reversa mientras era alejado de la cámara.

## Música
La música de The Hudsucker Proxy fue escrita por Carter Burwell, en su quinta colaboración con los hermanos Coen. «Adagio of Spartacus and Phrygia» del ballet Espartaco de Aram Jachaturián es la base del tema parincipal y música adicional de ese ballet se puede escuchar durante la secuencia del hula hoop. La música popular de esa época se ve reflejada en el personaje de Vic Tenetta, interpretado por Peter Gallagher e inspirado en Dean Martin, quien canta «Memories Are Made of This». Otras influencias surgieron de Gayaneh de Jachaturián. Una parte del ballet es usado por Burwell para la escena en donde Norville y Amy se conocen. También se utiliza «Danza del sable» de Jachaturián cuando el niño intenta usar el hula hoop por primera vez.
El álbum de la banda sonora fue lanzado el 15 de marzo de 1994 a través del sello Varèse Sarabande. Está conformado por los 15 siguientes temas:
1. «Prologue» (Jachaturián) – 3:20
2. «Norville Suite» – 3:53
3. «Waring's Descent» – 0:27
4. «The Hud Sleeps» – 2:13
5. «Light Lunch» (Jachaturián) – 1:38
6. «The Wheel Turns» – 0:52
7. «The Hula Hoop» (Jachaturián) – 4:10
8. «Useful» – 0:40
9. «Walk Of Shame» – 1:22
10. «Blue Letter» – 0:43
11. «A Long Way Down» – 1:46
12. «The Chase» – 1:02
13. «Norville's End» – 3:52
14. «Epilogue» (Jachaturián) – 2:08
15. «Norville's Reprise» – 1:22

Otras canciones utilizadas en la película pero no incluidas en el álbum fueron:
- «Memories Are Made of This», por Peter Gallagher como Vic Tenetta, el cantante de la fiesta.
- «In a Sentimental Mood», por Duke Ellington.
- «Flying Home», por Duke Ellington.
- «Carmen», por Grace Bumbry; usada en la secuencia de sueño de danza.

La música clásica utilizada fue:
- Georges Bizet, Habanera de Carmen.
- Luigi Boccherini, Minueto (Tercer movimiento) de Quinteto de cuerda en E, Op.11 Número 5.
- Frédéric Chopin, Chopin Vals (Valz Número 1 en mi bémol «Grande valse brillante», Op.18 B62) de Les Sylphides.
- Aram Jachaturián, Adagio de Espartaco y Phrygia de Spartacus Suite Número 2.
- Aram Jachaturián, Danza del sable de Gayaneh Suite Número 3.
- Piotr Ilich Chaikovski, vals de El lago de los cisnes.

## Recepción

### Taquilla
Warner Bros. realizó proyecciones de prueba y las opiniones del público fueron variadas. El estudio sugirió volver a filmar algunos segmentos, pero los Coen, que tenían el final cut, se negaron. Los productores finalmente agregaron metraje que había sido descartado y también filmaron algunas tomas menores para el final. La revista Variety afirmó que las tomas adicionales se hicieron para tratar de salvar a la película debido a que Warner temía que fuese una decepción en la taquilla. Joel Coen habló sobre el asunto en una entrevista: «No se volvieron a filmar escenas. Se agregó un poco de metraje adicional. Queríamos rodar una escena de lucha al final del filme. Fue producto de algo que descubrimos editando la película, no en el prestreno. Hemos filmado metraje adicional en cada película, así que es normal».
La película se estrenó en enero de 1994 en el Festival de Cine de Sundance en Park City, Utah. Además, fue proyectada en el Festival de Cannes el 12 de mayo de 1994, donde compitió por la Palme d'Or. The Hudsucker Proxy llegó a los cines de Estados Unidos el 11 de marzo de 1994 y recaudó 2 816 518 de dólares. El presupuesto de la producción fue de 25 millones de dólares, aunque algunas fuentes afirmaron que llegó a los 40 millones por gastos en marketing y promoción. No obstante, el filme fue un fracaso en la taquilla.

### Crítica
Sumado a la decepción en la taquilla, The Hudsucker Proxy recibió críticas tibias en el momento de su estreno. Rotten Tomatoes reportó un 61 % de críticas positivas basado en 49 reseñas y el consenso general de sitio indica: «Curiosamente extraña y visualmente distintiva, The Hudsucker Proxy es al final casi —pero no del todo— tan inteligente y atrapante como es necesario».
Roger Ebert elogió el diseño de producción, los modelos a escala, los matte painting, la cinematografía y los personajes. «Pero el problema con la película es que todo es superficial y no hay contenido», escribió Ebert. «No se hizo el más mínimo intento de sugerir que la película toma en serio su propia historia. Todo es estilo. Las actuaciones parecen intencionalmente satíricas». Desson Thomson, de The Washington Post, la describió como «inútilmente llamativa y compulsivamente sobrecargada con referencias a cintas de los años 1930».
Todd McCarthy, escribiendo para Variety, llamó a la película «uno de los más inspirados y técnicamente deslumbrantes pastiches de cintas del Hollywood viejo hecho jamás en el Nuevo Hollywood», pero comentó que «deja un agujero en el medio donde debería haber algo de emoción y humanidad». James Berardinelli escribió una reseña positiva: «The Hudsucker Proxy ensarta a los grandes negocios con la misma vara que lo hizo Robert Altman con Hollywood en The Player. Desde las escenas al estilo Brazil en la cavernosa oficina de clasificación de correspondencia hasta las entreversadas maquinaciones en la sala de juntas, esta película es pura sátira de la más repugnante y disfrutable clase. En este mundo surreal de 1958 se pueden encontrar muchas de las problemáticas que afrontan las grandes corporaciones en los años 1990, todas retorcidas para coincidir con la visión de los realizadores del filme».
Warner Home Video lanzó la película en DVD en mayo de 1999. No se incluyeron contenidos extra. Fue uno de los primeros filmes lanzados en Blu-ray a través de Warner Archive Collection en 2013, pero tampoco se incluyó ningún contenido extra.

#### Valoración posterior
Dos décadas después del estreno, Scout Tafoya, de RogerEbert.com, elogió la película por su aventurero estilo y tratamiento de temáticas y conceptos de los filmes que la inspiraron. «Mientras que las comedias de los años 1930 y '40 podían hablar y moverse rápidamente, no podían galopar con los hermanos Coen. Sus cámaras se elevan, viajando a la velocidad del progreso, del chisme, del mismo capitalismo. Todo corre a toda velocidad. El diseño de producción, la única cosa con la que todos se sintieron cómodos elogiando, es maravillosa. Cada marco hace también de sondeo del principio del arte moderno, desde el art déco hasta el futurismo». En 2022, Collider reivindicó el filme, definiéndolo como la «obra maestra más subestimada y olvidada» de los Coen y lo comparó con las comedias del director Billy Wilder, como una mezcla entre las comedia romántica The Apartment y el filme negro El gran carnaval. El sitio también trazó paralelismos entre The Hudsucker Proxy y Qué bello es vivir de Frank Capra, ambas ambientadas antes del Año Nuevo, y afirmó que ambas son «en esencia, las historias de cómo la corrupción del mundo corporativo y sus responsabilidades pueden volver amargo a un hombre dulce».
En un artículo de 2024 para la revista GQ, Jason Diamond consideró The Hudsucker Proxy la «película más subestimada» de los hermanos Coen. El crítico argumentó que su fracaso inicial se debió a que se lanzó «en el momento equivocado», constrastando en 1994 con otras cintas «diseñadas específicamente para el público de la generación X». En cambio, The Hudsucker Proxy «parecía hecha para los boomers o incluso para sus padres». Diamond describió The Hudsucker Proxy como parte de los «cuentos morales de los boomers», «un microgénero de películas de la primera mitad de los años 1990 que eran promocionadas como comedias, por lo que mucha gente esperaba risas y no un profundo cuestionamiento existencial».

### Galardones
| Organización                           | Categoría                                    | Receptor(es)                 | Resultado |
| -------------------------------------- | -------------------------------------------- | ---------------------------- | --------- |
| Festival de Cannes                     | Palme d'Or                                   | Joel Coen                    | Nominado  |
| Casting Society of America             | Mejor casting para un largometraje - Comedia | Donna Isaacson John S. Lyons | Nominados |
| British Society of Cinematographers    | Mejor fotografía                             | Roger Deakins                | Nominado  |
| Premios LAFCA                          | Mejor diseño de producción                   | Dennis Gassner               | Ganador   |
| Círculo de Críticos de Cine de Londres | Mejor logro técnico del año                  | Roger Deakins                | Ganador   |